# منزل التوقاتلي
منزل التوقاتلى أو منزل صالح محمد التوقاتلى (النصف الأول من القرن 12 هـ / القرن 18م):
يقع بشارع محمد كريم ويطل عليه بواجهة واحدة في الجنوب ويتكون من أربعة أدوار، الواجهة تضم باب الوكالة وباب المنزل يؤدى الباب الأول إلى الوكالة ويقع وسط كتلة بارزة تتوسطها حنية متوجة بعقد موتور. الباب الآخر ذو خوخة ويعلوه منور وترتكز الواجهة في قسمها الشرقى على عمود جرانيتى ويتميز هذا المنزل بوجود مشربيتين كبيرتين من خشب الخرط المتنوع (روشن) أحدهما شرقى والآخر غربى.

## وصف المنزل من الداخل
يؤدى مدخل الوكالة إلى الدركاه ذات القبو المتقاطع المخوص على يمينها خرزة الصهريج وتؤدى الدركاه إلى فناء مكشوف تشرف عليه الحواصل وتتقدمها سقيفة أما سقف الحواصل من أقبية متقاطعة، ويوجد بالفناء سلم يوصل للدهليز. الدور الأول يتكون من ردهة على يمينها حجرة وعلى يسارها المرحاض ويتم الدخول من الردهة إلى قاعة كبرى ذات سقف مكون من أقبية متقاطعة، والدور الثاني يتكون من دورقاعة تمثل القطاع الأوسط ويتصدرها الإيوان، القطاع الأول تشغله حجرتان والقطاع الثالث يتكون من حجرة وحمام ومرحاض ومطبخ وحجرة أخرى والدور الثال يتكون من دورقاعة مكشوفه تمثل الحضير وتنقسم إلى ثلاثة قطاعات: القطاع الأول به حجرتين بكل منها روشن والثانى يمثل الدرقعة، والقطاع الثالث يتكون من حجرتين وحمام ومرحاض.